# David Burghley
David George Brownlow Cecil Burghley, Exeter 6. márkija, (Stamford, 1905. február 9. – Stamford, 1981. október 22.) angol atléta, gátfutó, sportvezető, a Konzervatív Párt politikusa, a Nemzetközi Atlétikai Szövetség második elnöke. A szervezet egyetlen elnöke, aki olimpián aranyérmet szerzett.
Tanulmányait az Eton College-ban, a svájci Institut Le Rosey-ban, illetve a cambridge-i Magdalene College-ban végezte.

## Sportpályafutása
Atlétaként korán kitűnt képességeivel, Nagy-Britannia legsokoldalúbb gátfutójaként tartották számon. Burghley három olimpián szerepelt: az 1924-es párizsi olimpián 19 évesen debütált, de a selejtező első körében kiesett. 1928-ban, Amszterdamban 110 méteres távon nem került döntőbe, viszont 400 méteren olimpiai aranyat szerzett. Az 1932-es Los Angeles-i olimpián 110 méteren ötödik, 400 méteren negyedik lett, a 4 × 400 méteres síkfutó váltóval pedig ezüstérmet szerzett.
1930-ban, az első brit birodalmi játékokon (1954-től nemzetközösségi játékok) mind a 120, mind a 440 yardos számot megnyerte, és tagja volt a szintén nyertes 4 × 440 yardos síkfutó váltónak is.
Burghley egyetlen világrekordot állított fel, az 1927-es brit nemzeti bajnokságon 440 yardon futott új rekordot, de azt Johnny Gibson amerikai futó még aznap megdöntötte Nebraskában, ennek ellenére felkerült neve a világcsúcstartók listájára.

## Politikai pályája
1931-ben Burghley a Konzervatív Párt színeiben Peterborough város képviselőjeként tagja lett a parlamentnek, egészen 1943-ig, amikor kinevezték a brit gyarmat, Bermuda kormányzójává. Ez utóbbi tisztséget két évig töltötte be.

## Sportvezetőként
- 1931-ben, 28 évesen tagja lett a Nemzetközi Olimpiai Bizottságnak, elnöki posztjáért kétszer indult, 1952-ben és 1964-ben, de az amerikai Avery Brundage mindkét alkalommal megelőzte. A szervezet alelnökeként 1952 és 1966 között szolgált.
- 1936-ban megválasztották az Amatőr Atlétikai Szövetség elnökének (1936–1976) és a Brit Olimpiai Szövetség igazgatójának (1936–1966, majd elnöke volt 1966 és 1977 között)
- 1946-ban lett elnöke a Nemzetközi Atlétikai Szövetségnek, ezen a poszton harminc évet töltött, helyét 1976-ban a holland Adriaan Paulen vette át.

Elnöksége alatt jelentős szerepet játszott a Szovjetunió és a kettészakadt Németország nemzetközi sportéletbe való visszatérésében a második világháborút követően, illetve erősítette az atlétika pozícióját az olimpiai mozgalmon belül, és javította annak pénzügyi helyzetét.
1948-ban a londoni olimpia szervezőbizottságának elnöke volt.

## Magánélet
Burghley először 1929-ben házasodott meg, Mary Theresa Montagu Douglas Scott hercegnőt vette el, és 1946-os válásukig négy gyermekük született. Még abban az évben feleségül vette a szintén nemesi származású, hadiözvegy Diana Hendersont, akitől egy gyermeke született.
1956-ban, édesapja halálakor örökölte meg az Exeter 6. márkija címet, és lett Lord Burghley. 1981-ben, otthonában hunyt el.